# 印度洋鱧鯙
印度洋鱧鯙，輻鰭魚綱鰻鱺目鯙亞目鯙科的其中一種，分布於西印度洋的留尼旺海域，棲息深度約55公尺，體長可達19.1公分，生活在岩石海岸，為底棲性魚類，屬肉食性，生活習性不明。

## 擴展閱讀
維基物種上的相關：印度洋鱧鯙